# Lorenzo Valverde
Lorenzo Valverde (Barcelona, 22 de abril de 1961) es un artista español contemporáneo. Vive y trabaja entre Colonia y Barcelona.

## Trayectoria
Estudió Pintura y Teoría del Arte en la Facultad de Bellas Artes de la Universidad de Barcelona, entre otros con los Profesores Joan H. Pijoan, Joaquim Chancho y Teresa Blanch. En 1985 obtiene el Licenciado en Bellas Artes. Desde sus comienzos se interesa por los límites de la pintura y el análisis de la cultura como factor de legitimidad de las clases hegemónicas. De esto último tratan las instalaciones “Sótano Iniciático “ en la Fundación Miró y “la Mina de Santa Mónica” en Arts Santa Mónica de Barcelona, en 1990 y 1991 respectivamente.
En 1996 se traslada a la ciudad de Colonia (R.F.A.) , donde actualmente trabaja. Sin renunciar en ningún momento a su vocación pictórica, Lorenzo Valverde extiende la misma a instalaciones que recuerdan a un escenario de teatro como en “Warehouse”, en la que un video - proyección de la cara desenfocada de un actor que recita unos versos en una lengua extranjera- remite a la memoria del protagonista ausente, presentada en el Oberlandesgericht de Cologne, o Stolen Walls, realizada en Cottbus donde el artista denuncia el secuestro de los medios de expresión legítimos en beneficio de la cultura “ mainstream ”.
La pintura de Lorenzo Valverde, si bien no ha perdido en ningún momento la materialidad que le caracteriza ha ido despojándose paulatinamente de toda retórica superflua, tal como el propio artista matiza:
''“ ...I never had the good manners of a painter. In fact, I always thought of the canvas as a boxing ring. The painting comes out of my body. Sometimes it strikes, usually at the moment of stagnation. From early on, I learned to get rid of the superfluous in my painting, and over time, I also realised that nothing I thought I knew is irrefutable. I try to design my paintings in such a way that they appear to the viewer as unfinished, as if the eye was robbed of part of the picture... The provisional nature of my pictures is important to me. Often, the structure and meaning of the pictures are motivated from diametrically opposed positions: neglected and elegant, poetic and vulgar, heavy and weightless... “
Lorenzo Valverde ha expuesto en diversos museos y galerías, como la Fundació Caixa de Pensions y la Fundación Joan Miró, de Barcelona, y su obra está representada entre otras en la Colección del Museo de Arte Contemporáneo de Barcelona (MACBA) o la Diane&Jay Dunkelman Collection, Cincinnati, Ohio. Ha obtenido diversas Becas y Premios entre los cuales destaca el primer premio de la 8ª Bienal de Pintura de Barcelona.
Desde hace un tiempo está representado por la Galería Alexa Jansen (Colonia).